# Effectif des équipes à la Coupe du monde de football 2010
Cette page contient la liste de toutes les équipes et leurs joueurs ayant participé à la phase finale de la Coupe du monde de football 2010 en Afrique du Sud. Le nombre de joueurs sélectionnés est limité à 23. La FIFA avait imposé aux sélectionneurs de dévoiler une présélection de 30 joueurs avant le 1er juin 2010, puis la sélection définitive des 23 joueurs participant au Mondial en Afrique du Sud le 5 juin 2010 au plus tard.

## Effectifs

### Groupe A

#### Afrique du Sud
Le 30 avril 2010, le sélectionneur annonce une pré-sélection de 29 joueurs.

### Groupe D

#### Allemagne
Le 6 mai 2010, Joachim Löw annonce une pré-liste de 27 joueurs.

#### Ghana
Le 7 mai 2010, le sélectionneur annonce une présélection de 30 joueurs pour un stage de préparation.

### Groupe E

#### Japon
La liste des vingt-trois joueurs japonais retenus pour disputer l'épreuve est dévoilée le 10 mai 2010.

### Groupe F

#### Nouvelle-Zélande
Le sélectionneur annonce la liste des 23 joueurs le 10 mai 2010.